# Ménétréol-sur-Sauldre
Ménétréol-sur-Sauldre é uma comuna francesa na região administrativa do Centro, no departamento Cher. Estende-se por uma área de 45,8 km². Em 2010 a comuna tinha 211 habitantes (densidade: 4,6 hab./km²).